# Katharina von Podiebrad
Katharina von Podiebrad (auch Kunigunde oder Kunhuta; * 11. November 1449 in Poděbrady; † 8. März 1464 in Buda) war Königin von Ungarn.
Sie wurde als Tochter des böhmischen Königs Georg von Podiebrad und dessen erster Gemahlin Kunigunde von Sternberg geboren. Ihre Mutter starb kurz nach der Geburt der Zwillinge. Ihre Zwillingsschwester Sidonie wurde als Zehnjährige mit Albrecht dem Beherzten verheiratet und wurde Herzogin von Sachsen.
Am 1. Mai 1461 heiratete Katharina als Elfjährige Matthias Corvinus, seit 1458 König von Ungarn. Die Ehe hatte ihr Verwandter Zdenko von Sternberg vermittelt, ein enger Freund König Georgs, der sich später jedoch gegen diesen wandte und Matthias als böhmischen Gegenkönig unterstützte. 
Drei Jahre nach der Vermählung wurde Katharina schwanger und hatte eine Totgeburt. Sie selbst starb wenige Tage nach der Geburt im Kindbett und wurde in der Sigismund-Kirche in Budapest beigesetzt. Sie wurde nur 14 Jahre alt.
Ihr Gemahl heiratete erst zwölf Jahre später seine zweite Ehefrau Beatrix von Aragón, jedoch auch diese Ehe blieb kinderlos.